# Winston Bennett
Winston George Bennett III (Louisville, 9 febbraio 1965) è un allenatore di pallacanestro ed ex cestista statunitense, di ruolo ala piccola.
È stato professionista in Italia e nella NBA.

## Carriera
È stato selezionato dai Cleveland Cavaliers al terzo giro del Draft NBA 1988 (64ª scelta assoluta).

## Palmarès

### Giocatore
- McDonald's All-American Game (1983)